# Hégémonie conservatrice
L'Hégémonie conservatrice est la période pendant laquelle la Colombie a été dirigée par le parti conservateur.

## Limites de la période
Pour les historiens proches des libéraux, cette hégémonie commence avec l'adoption de la constitution de 1886 et le début de la période de Regeneración inaugurée par Rafael Núñez et le Parti national, une alliance de libéraux modérés et de conservateurs nationalistes qui souhaite mettre fin au système fédéraliste alors en place au sein de ce qui est alors les États-Unis de Colombie,,.
Pour les historiens plutôt conservateurs, l'Hégémonie conservatrice ne commence réellement qu'avec l'élection de Rafael Reyes, en 1904, premier président conservateur non membre du parti national.
Une autre lecture pourrait faire commencer l'Hégémonie conservatrice au 25 juillet 1900 lorsque, en pleine Guerre des Mille Jours, le président Manuel Antonio Sanclemente, membre du parti national tendance nationaliste, est renversé et remplacé par le vice-président José Manuel Marroquín, également membre du parti national mais de tendance historique.
L'Hégémonie conservatrice prend fin en 1930, lorsque les conservateurs perdent l'élection présidentielle au profit du candidat libéral Enrique Olaya Herrera.

## Présidents durant l'Hégémonie conservatrice
Période du Parti national (Regeneración)
- José María Campo Serrano (1886-1887)[note 1]
- Eliseo Payán (1887)[note 2]
- Rafael Núñez (1887-1888)[note 3]
- Carlos Holguín Mallarino (1888-1892)[note 4]
- Miguel Antonio Caro (1892-1898)[note 5]
- Manuel Antonio Sanclemente (1898-1900)[note 6]
- José Manuel Marroquín (1900-1904)[note 7]

Période du Parti conservateur
- Rafael Reyes Prieto (1904-1909)
- Ramón González Valencia (1909-1910)
- Carlos Eugenio Restrepo (1910-1914)[note 8]
- José Vicente Concha (1914-1918)
- Marco Fidel Suárez (1918-1921)
- Jorge Holguín (1921-1922)
- Pedro Nel Ospina (1922-1926)
- Miguel Abadía Méndez (1926-1930)

## Événements marquants

### Guerre des Mille Jours
La Guerre des Mille Jours est un conflit armé entre les libéraux et les conservateurs qui dure du 17 octobre 1899 au 21 novembre 1902, soit un total de 1 130 jours. La victoire finale est obtenue par les conservateurs au pouvoir et est actée par les traités de Neerlandia et de Wisconsin.

### Indépendance du Panama
Le 3 novembre 1903, le département de Panama proclame son indépendance avec l'appui des États-Unis après que le Congrès de la République de Colombie a refusé de ratifier le traité Herrán-Hay, qui prévoit la concession du futur canal de Panama et d'une bande de terrain de 5 km de chaque côté en échange d'une indemnité de 10 millions de dollars de l'époque.

### LaDanse des Millions
Edwin Walter Kemmerer est un financier et économiste américain, connu sous le surnom de « Money Doctor ». Professeur de sciences économiques dans les universités de Cornell et Princeton et ayant une profonde connaissance de la politique monétaire, en particulier en ce qui concerne le problème de l'inflation, il mène d'intenses travaux en tant que conseiller financier et économique de différents gouvernements, notamment en Amérique latine. Il meurt en 1945 à l'âge de 71 ans.
La Colombie lui doit notamment :
- la création de la Banque centrale, de la Surintendance bancaire et de la Contraloría General ;
- L'organisation du budget du pays ;
- La levée de nouvelles taxes et l'encouragement de l'épargne publique.

### Massacre des bananeraies
Le 6 décembre 1928 a lieu le massacre des bananeraies, dans la ville de Ciénaga au nord de la Colombie, lorsqu'un régiment de l'armée colombienne ouvre le feu sur des travailleurs grévistes de la United Fruit Company, faisant 100 morts et 238 blessés. Ce fait divers inspirera l'écrivain Gabriel García Márquez pour un des épisodes de son chef-d'œuvre Cent ans de solitude.